# Alter Friedhof (Lhanbryde)

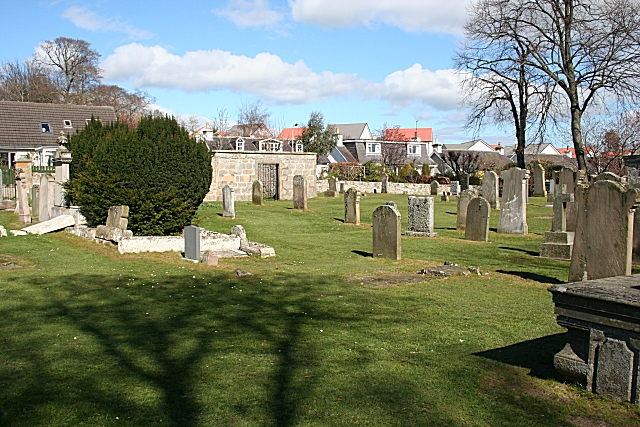
Innes Enclosure

Der Alte Friedhof von Lhanbryde ist ein Friedhof in der schottischen Ortschaft Lhanbryde in der Council Area Moray. 1988 wurde das Bauwerk in die schottischen Denkmallisten in der Kategorie B aufgenommen. Die auf dem Friedhof befindliche Gruft Innes Enclosure ist hingegen als Denkmal der höchsten Denkmalkategorie A klassifiziert.

## Geschichte
Am Standort befand sich eine Brigidenkirche. Sie wurde erstmals zu Beginn des 13. Jahrhunderts durch Brice de Douglas, Bischof von Moray, erwähnt. Bis zur Zusammenlegung zweier Kirchengemeinden im Jahre 1780 oder 1782 diente sie als Pfarrkirche Lhanbrydes. Nach dem Zusammenschluss wurde sie obsolet und verfiel. Heute sind keine Überreste der mittelalterlichen Kirche erhalten.

## Friedhof
Der Alte Friedhof von Lhanbryde umfasst eine Fläche von rund 0,2 Hektar. Er befindet sich an einem leichten Hang im Ortszentrum zwischen Walkers Crescent und St Andrew’s Road. Eine Mauer aus ungleichförmigen Steinquadern umfriedet das annähernd quadratische Areal. Auf dem Friedhof finden sich Grabstätten aus dem 16. bis 18. Jahrhundert. Eingänge befinden sich an der Nord- und Südseite. Anhand der Ausführung ihrer Torpfeiler wird eine Überarbeitung im späten 19. Jahrhundert angenommen. Jenseits des Südtors führt eine breite Treppe auf das Friedhofsniveau. Der alte Friedhof ist heute nicht mehr in Verwendung.

## Innes Enclosure
Bei der Innes Enclosure handelt es sich um die Familiengruft der Innes of Coxton (siehe Coxton Tower). In das Mauerwerk aus grob behauenem Bruchstein des quadratischen Gebäudes am Ostrand des Friedhofs wurden vermutlich Elemente der alten Kirche integriert. Gebäudeöffnungen sind mit poliertem Naturstein abgesetzt. An der Westfassade führt ein gusseisernes Tor ins Innere. Dort sind zwei Wandtafeln aufgestellt. Vermutlich handelt es sich um Grabplatten, die an diesen Ort verbracht wurden. Sie zeigen Abbildungen von Rittern und tragen die Jahresangaben 1580 beziehungsweise 1612. Letztere zeigt Alexander Innes of Coxton.